# Trachéomycose
Les trachéomycoses sont des maladies fongiques vasculaires causées chez les végétaux par divers champignons ascomycètes parasites qui obstruent les vaisseaux du bois en colonisant les trachéides du xylème, ce qui provoque un flétrissement total ou partiel de la plante infectée. Les agents pathogènes sont notamment des champignons des genres Fusarium et Verticillium. Ces maladies sont souvent connues sous des noms dérivés de celui des agents pathogènes (fusariose, verticilliose) ou de symptômes caractéristiques (flétrissement). 